# Словенија на Светском првенству у атлетици на отвореном 2015.
Словенија је на Светском првенству у атлетици на отвореном 2015. одржаном у Пекингу од 12. до 30. августа, учествовала дванаести пут, односно учествовала је под данашњим именом на свим првенствима од 1993. до данас. Репрезентацију Словеније представљало је 8 такмичара (3 мушкараца и 5 жена) који су се такмичили у седам дисциплина (3 мушке и 5 женских).,.
На овом првенству представници Словеније нису освојили ниједну медаљу, а оборен је национални рекорд у скоку мотком за мушкаре и 2 лична рекорда.

## Учесници
| Мушкарци: - Лука Јанежич — 400 м - Жан Рудолф — 800 м - Роберт Ренер — Скок мотком | Жене: - Сабина Вајт — 200 м - Маја Михалинец — 100 м, 200 м - Маруша Мишмаш — 3.000 м - Тина Шутеј — Скок мотком - Мартина Ратеј — Бацање копља |  |

## Резултати

### Мушкарци
| Атлетичар    | Дисциплина  | Лични рекорд | Квалификације | Квалификације  | Полуфинале       | Полуфинале       | Финале           | Финале         | Детаљи                                      |
| Атлетичар    | Дисциплина  | Лични рекорд | Резултат      | Место          | Резултат         | Место            | Резултат         | Место          | Детаљи                                      |
| ------------ | ----------- | ------------ | ------------- | -------------- | ---------------- | ---------------- | ---------------- | -------------- | ------------------------------------------- |
| Лука Јанежић | 400 м       | 45,44        | 45,28 НР      | 6 у гр. 1      | Није се пласирао | Није се пласирао | Није се пласирао | 28. / 44 (45)  |                                             |
| Жан Рудолф   | 800 м       | 1:46,00 НР   | 1:47,24       | 6 гр 3         | Није се пласирао | Није се пласирао | Није се пласирао | 25. /44 (45)   | Архивирано на веб-сајту (29. новембар 2015) |
| Роберт Ренер | скок мотком | 5,62 НР      | 5,70 НР       | =1. у гр. А КВ |                  |                  | 5,50             | =13. / 33 (34) |                                             |

### Жене
| Атлетичарка    | Дисциплина       | Лични рекорд | Квалификације | Квалификације | Полуфинале            | Полуфинале            | Финале                | Финале        | Детаљи |
| Атлетичарка    | Дисциплина       | Лични рекорд | Резултат      | Место         | Резултат              | Место                 | Резултат              | Место         | Детаљи |
| -------------- | ---------------- | ------------ | ------------- | ------------- | --------------------- | --------------------- | --------------------- | ------------- | ------ |
| Маја Михалинец | 100 м            | 11,34        | 11,42         | 4. у гр. 7    | Није се квалификовала | Није се квалификовала | Није се квалификовала | 32 /52(54)    |        |
| Маја Михалинец | 200 м            | 23,13        | 23,05 ЛР      | 4. у гр. 4 кв | 23,04 ЛР              | 8. у пф 1.            | Није се квалификовала | 19. / 49 (51) |        |
| Сабина Вајт    | 200 м            | 22,74        | 23,18         | 4. у гр. 2 кв | Није се квалификовала | Није се квалификовала | Није се квалификовала | 26. / 49 (51) |        |
| Маруша Мишмаш  | 3.000 м препреке | 9:35,10 НР   | 9:37.73       | 7. у гр. 1    |                       |                       | Није се квалификовала | 21. / 42 (45) |        |
| Тина Шутеј     | скок мотком      | 4,61 НР      | БП            | БП            | Није се квалификовала | Није се квалификовала |                       |               |        |
| Мартина Ратеј  | Бацање копља     | 67,16 НР     | 59,76         | 12. у гр. А   | Није се квалификовала | 23. / 32              |                       |               |        |